# ماتیا مونتینی
ماتیا مونتینی (انگلیسی: Mattia Montini؛ زادهٔ ۲۸ فوریهٔ ۱۹۹۲) بازیکن فوتبال اهل ایتالیا است.
از باشگاه‌هایی که در آن بازی کرده‌است می‌توان به باشگاه فوتبال ویدزف ووچ، باشگاه فوتبال دینامو بخارست، باشگاه فوتبال آسترا جورجو، باشگاه فوتبال ارورا پرو پاتریا ۱۹۱۹، باشگاه فوتبال چیتادلا، باشگاه فوتبال باری، باشگاه فوتبال لیورنو، باشگاه فوتبال بنونتو، باشگاه فوتبال یووه استابیا، و باشگاه فوتبال اتلتیکو آرتزو اشاره کرد.
وی همچنین در تیم ملی فوتبال زیر ۲۰ سال ایتالیا بازی کرده‌است.